# Quatrième circonscription de Gonder Zuria
La quatrième circonscription de Gonder Zuria est une des 135 circonscriptions législatives de l'État fédéré Amhara, elle se situe dans la Zone Nord Gonder. Sa représentante actuelle est Asefash Tasew Malede.